# Vitela

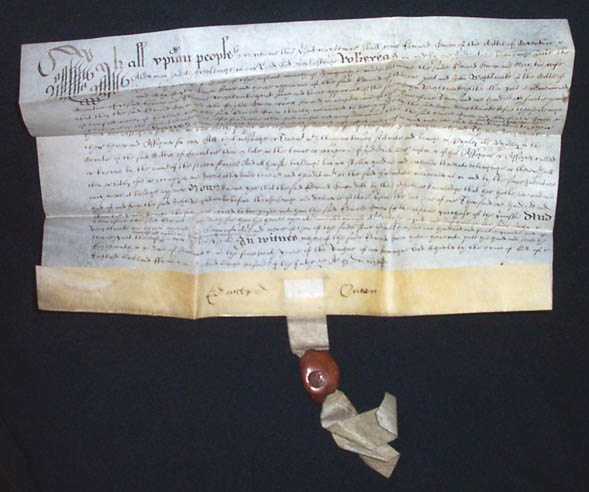
Una vitela que data de 1638.

La vitela (del latín vitella, diminutivo de vitŭla, 'ternera') es un tipo de pergamino de superficie particularmente pulida, caracterizado por combinar delgadez y durabilidad, y fabricado a partir de la piel de becerros nacidos muertos (no natos) o recién nacidos. Desde hace siglos las vitelas, muy apreciadas como un bien material de gran valor, son destinadas a ser el soporte de manuscritos ilustrados, ilustraciones de precisión en el ámbito de la historia natural (ilustraciones botánicas, zoológicas o mineralógicas), o también para constituir las páginas de libros y códices. 
No ha de confundirse la vitela con el papel vitela. Mientras que la vitela es de origen animal, pues es un tipo de pergamino, el papel vitela es de origen vegetal, como la mayor parte de los papeles. Mientras que las vitelas se usaban en Europa desde hace varios siglos, el papel vitela fue inventado en los años 1780 por el impresor francés Francisco Ambrosio Didot.

## Procedimiento de fabricación
La vitela era originalmente un material translúcido u opaco producido a partir de piel de becerro que tenía que ser mojada, sometida a un proceso con cal y esquilada. Luego era secada a temperatura ambiente bajo tensión, usualmente dada por un dispositivo de madera llamado marco estirador. Sin embargo, la vitela animal puede incluir cualquier otro material hecho de piel, de oveja o prácticamente de cualquier otra piel obtenida de un animal relativamente pequeño, por ejemplo, un antílope. Con el tiempo, los términos «vitela» y «pergamino» se volvieron confusos; tradicionalmente la primera está hecha de piel de becerro, y en consecuencia tenía uno de sus lados un poco más granulado, mientras que el segundo era producido con la piel de una oveja o cabra u otra clase de piel, y en consecuencia no tenía un lado granulado. La distinción importante entre vitela (o pergamino) y cuero es que la primera es más clara porque está preparada esencialmente por el remojo de la piel en cal y un secado bajo tensión. Vitela

## Manuscritos

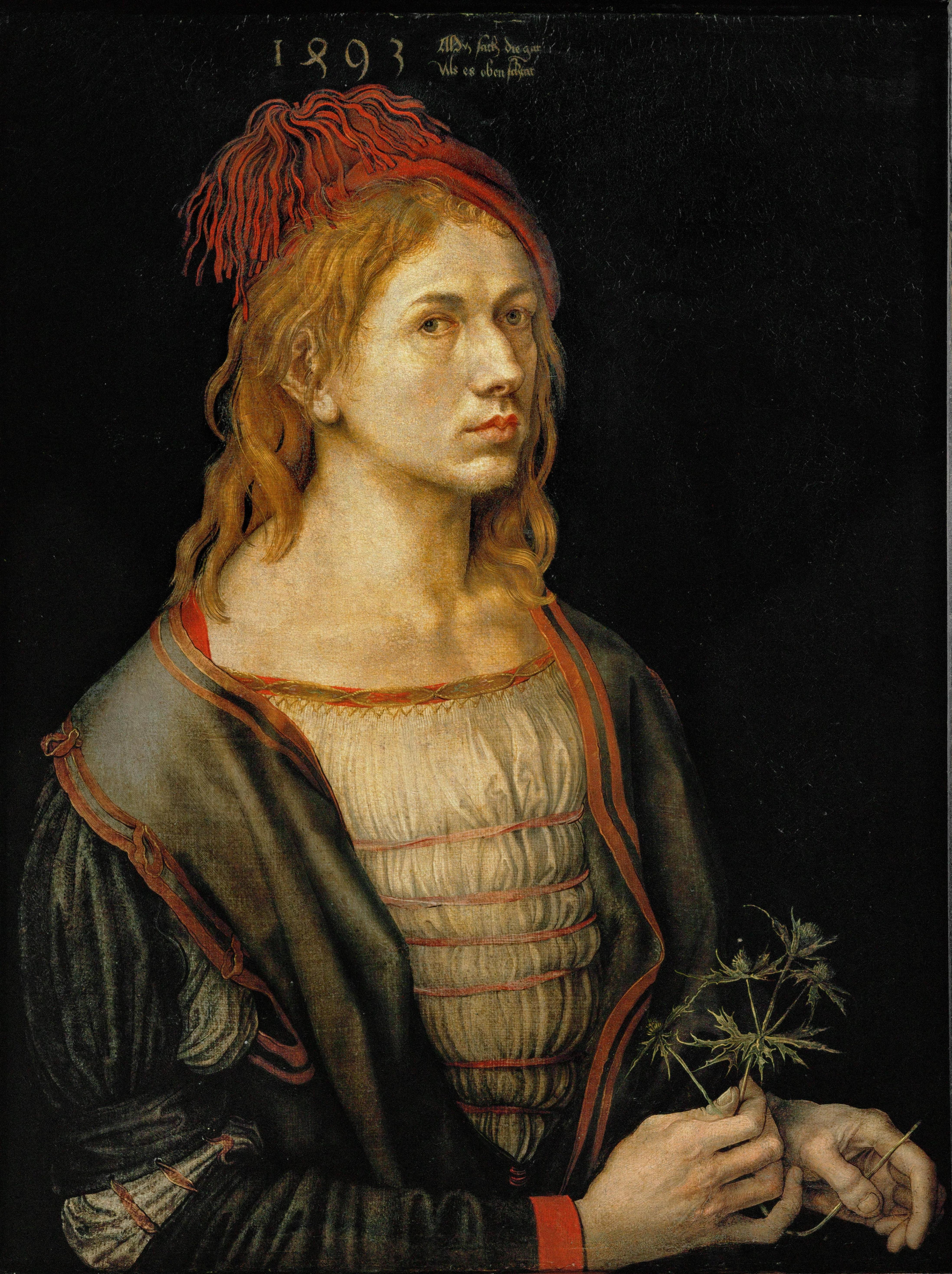
El primer Autorretrato pintado por Alberto Durero (1493); originalmente hecho en óleo sobre vitela, y luego pegado sobre lienzo de lino. Museo del Louvre, París.

La mayoría de los manuscritos de la Edad Media, tanto los ilustrados como los que no, fueron escritos sobre vitela. La mejor calidad se obtenía usando la vitela uterina, hecha con las pieles de animales recién nacidos o aún no nacidos. Algunos textos budistas también han sido escritos en vitela.
Un cuarto de las 180 copias de la primera edición de la Biblia de Gutenberg de Johannes Gutenberg, impresa en 1455 con tipos móviles, fue también impreso en vitela, presumiblemente porque su mercado esperaba de él un libro de alta calidad. Muy pronto el papel acabó por ser usado por la mayoría de las impresiones de libros, ya que el papel era más barato y fácil de manejar a través de la imprenta. 
En el arte, la vitela fue usada ampliamente para pintura, especialmente si iban a ser enviadas a largas distancias, siendo utilizada para dibujos, acuarelas y especialmente miniaturas, antes de que el lienzo comenzara a ser empleado masivamente alrededor del año 1500.
La vitela blanda o el pergamino blando se usaron predominantemente en los siglos XVI y XVII, y a veces eran dorados pero no solían ser ornamentados. En los siglos siguientes, la vitela se ha empleado más comúnmente como cuero, ya que puede ser teñida con prácticamente cualquier color.
En la Bibliothèque Municipale de Troyes (Ms. 504) existen unos manuscritos sobre vitela que datan del año 600 y que están en excelentes condiciones.

## Usos modernos
Hoy en día, debido a la baja demanda y el complicado proceso de manufactura, la vitela es cara y difícil de encontrar. Existe una imitación moderna, hecha con algodón. Este material es considerablemente más barato que la verdadera vitela de origen animal, y puede encontrarse en muchas librerías técnicas o artísticas. Usualmente traslúcido, este «papel vitela» se utiliza en aplicaciones como los planos de arquitectura. Algunas marcas de papel de escribir u otros tipos de papel emplean el término «vitela» o vellum (término latino utilizado en inglés) simplemente para sugerir un cierto grado de calidad, pero lo cierto es que es papel industrial convencional.
Las actas del Parlamento Británico se imprimen aún hoy en día sobre vitelas de cabra para conservarlas archivadas (es decir que son vitelas de verdadero origen animal, no papel vitela o imitaciones realizadas con algodón). Se estima justificada la confianza en la durabilidad de la verdadera vitela pues, a título de ejemplo, un libro de salmos irlandeses fue descubierto en julio de 2006, en un pantano en Irlanda, después de más de 1000 años.